# Hart (fiume)

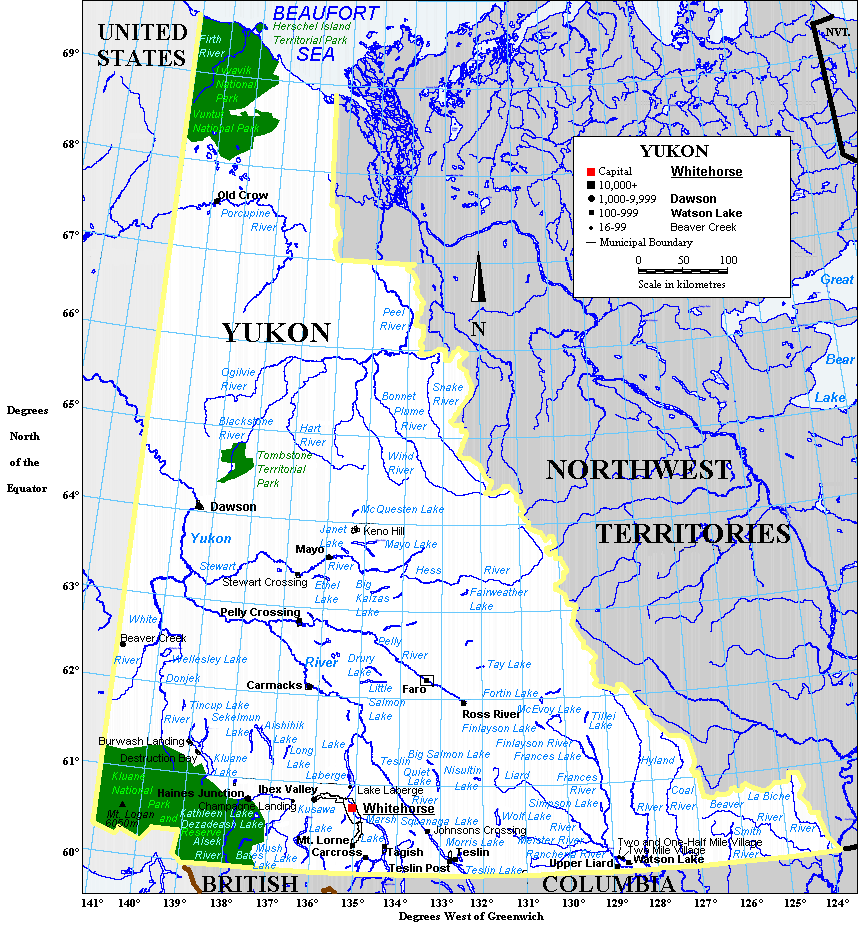
Mappa idrografica dello Yukon, l'Hart è visibile in alto a destra

L'Hart  è un fiume del Canada, lungo circa 300 chilometri. Esso nasce sui Monti Ogilvie, nello Yukon, scorre  verso nord e poi confluisce nel fiume Peel.